# 本郷村立大成中学校
本郷村立大成中学校（ほんごうそんりつ　たいせいちゅうがっこう）は、かつて岐阜県恵那郡本郷村（現・恵那市岩村町の一部）に存在した公立中学校。

## 概要
- 恵那郡本郷村の中学校であった。校舎は閉校まで本郷村立大成小学校の校舎の一部を使用し、単独校舎はなかった。

## 沿革
- 1947年（昭和22年）4月1日 - 本郷村立大成中学校として開校。大成小学校の校舎の一部を使用。
- 1948年（昭和23年）8月 - 岩村町と本郷村で学校組合を設立。岩村町立岩邑中学校に統合され廃校。同時に岩村町立岩村中学校は学校組合立岩邑中学校に改称。旧・大成中学校は岩邑中学校大成分室となる。
- 1950年（昭和25年）9月 - 岩邑中学校の校舎が増築される。大成分室の生徒の一部は岩邑中学校の本校への通学を始める。
- 1951年（昭和26年）4月 - 大成分室を廃止。本郷村の生徒は全員岩邑中学校への通学となる。